# Harris Performance Products
La Harris Performance Products è un costruttore britannico di parti per motociclette.
Ha partecipato come costruttore al motomondiale e come team al campionato mondiale Superbike.

## Storia
L'azienda è stata fondata nel 1972 dai fratelli Steve e Lester Harris, insieme a Steven Bayford, e ha sede a Hertford, in Inghilterra.

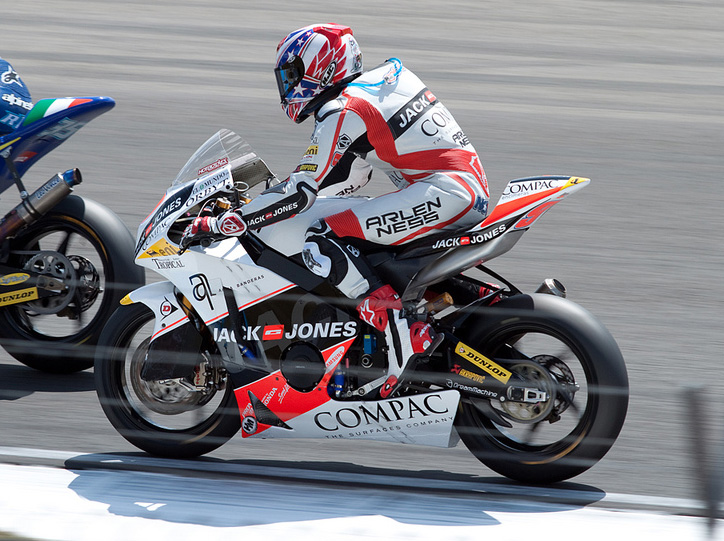
La PromoHarris di Moto2 del 2010.

Per quanto riguarda l'esperienza nel motomondiale, la Harris è stata presente, sia come team che come fornitore di moto a squadre private, a partire dalla stagione 1992 fino al 1996 con una motocicletta equipaggiata dal motore della Yamaha YZR500, che prese il nome di Harris Yamaha 500, dopo che la casa giapponese aveva scelto di fornire i suoi motori a produttori esterni di telai, la stessa Harris e la francese ROC. La miglior stagione è stata quella del 1993 quando chiuse sesta nel campionato costruttori racimolando 58 punti, mentre il pilota che ha ottenuto migliori risultati con questo modello è stato John Reynolds, quando nel 1994 si è posizionato quattordicesimo con 43 punti nella graduatoria piloti.
Dal 1996 al 1998 ha gestito il team ufficiale della Suzuki nel mondiale Superbike ed il conseguente sviluppo delle GSX-R 750. Nel 2003 fa il suo ritorno nel motomondiale collaborando con il team WCM nella costruzione di una nuova moto, la Harris WCM, che partecipò anche nel 2004 e nel 2005, in questo caso sotto le insegne della ceca Blata.
Dopo diversi anni di assenza, in occasione dell'introduzione della classe Moto2, la Harris è tornata nel mondiale presentando la propria moto, denominata Promo-Harris, che però ha partecipato solamente al campionato 2010 fornendo il team Jack & Jones by A. Banderas. Nello stesso anno e con lo stesso modello di moto, ha partecipato al campionato spagnolo velocità nella classe Moto2, ottenendo il titolo di campione tra i costruttori.